# Dal nostro inviato a Copenaghen
Pour plus de détails, voir Fiche technique et Distribution.
Dal nostro inviato a Copenaghen est un film dramatique italien réalisé par Alberto Cavallone et sorti en 1970.

## Fiche technique
- Titre original italien : Dal nostro inviato a Copenaghen[1]
- Réalisation : Alberto Cavallone
- Scénario : Alberto Cavallone
- Photographie : Maurizio Centini
- Montage : Anita Cacciolati
- Musique : Franco Potenza (it)
- Maquillage : Gloria Fava
- Société de production : M.P.L. Cinematografica
- Pays de production :  Italie
- Langue originale : italien
- Format : couleur par Eastmancolor - 1,33:1 - Son mono - 35 mm
- Genre : drame
- Durée : 89 minutes
- Dates de sortie : 
  - Italie : 27 mai 1970

## Distribution
- Maria Pia Luzi (sous le nom de « Jane Avril ») : Ulla
- Antonio Casale (sous le nom de « Anthony Vernon ») : Borg, le médecin
- Tony Di Mitri (sous le nom de « George Stevenson ») : Dick Valenti
- Walter Fabrizio (sous le nom de « Alain N. Kalsjy ») : William Cole
- Anna Ciucci
- Vittorio Fanfoni :
- Quinto Marziali :
- Orazio Stracuzzi :
- Michelle Stamp :